# Damir Šovšić
Damir Šovšić (Goražde, 5 febbraio 1990) è un calciatore croato, centrocampista del TS Galaxy.

## Carriera

### Club
Ha giocato nella prima divisione dei campionati croato, israeliano, sudcoreano, polacco, bosniaco, serbo e sudafricano.

### Nazionale
Nel 2011 ha giocato due partite con la nazionale croata Under-21.

## Palmarès

### Club

#### Competizioni nazionali
- Coppa di Croazia: 1

Dinamo Zagabria: 2015-2016
- Campionato croato: 1

Dinamo Zagabria: 2015-2016